# Kubo Shunman
Kubo Shunman (窪俊満) (1757-1820) é um artista ukiyo-e, autor de pinturas e gravuras , durante o período Edo no Japão.[carece de fontes?]

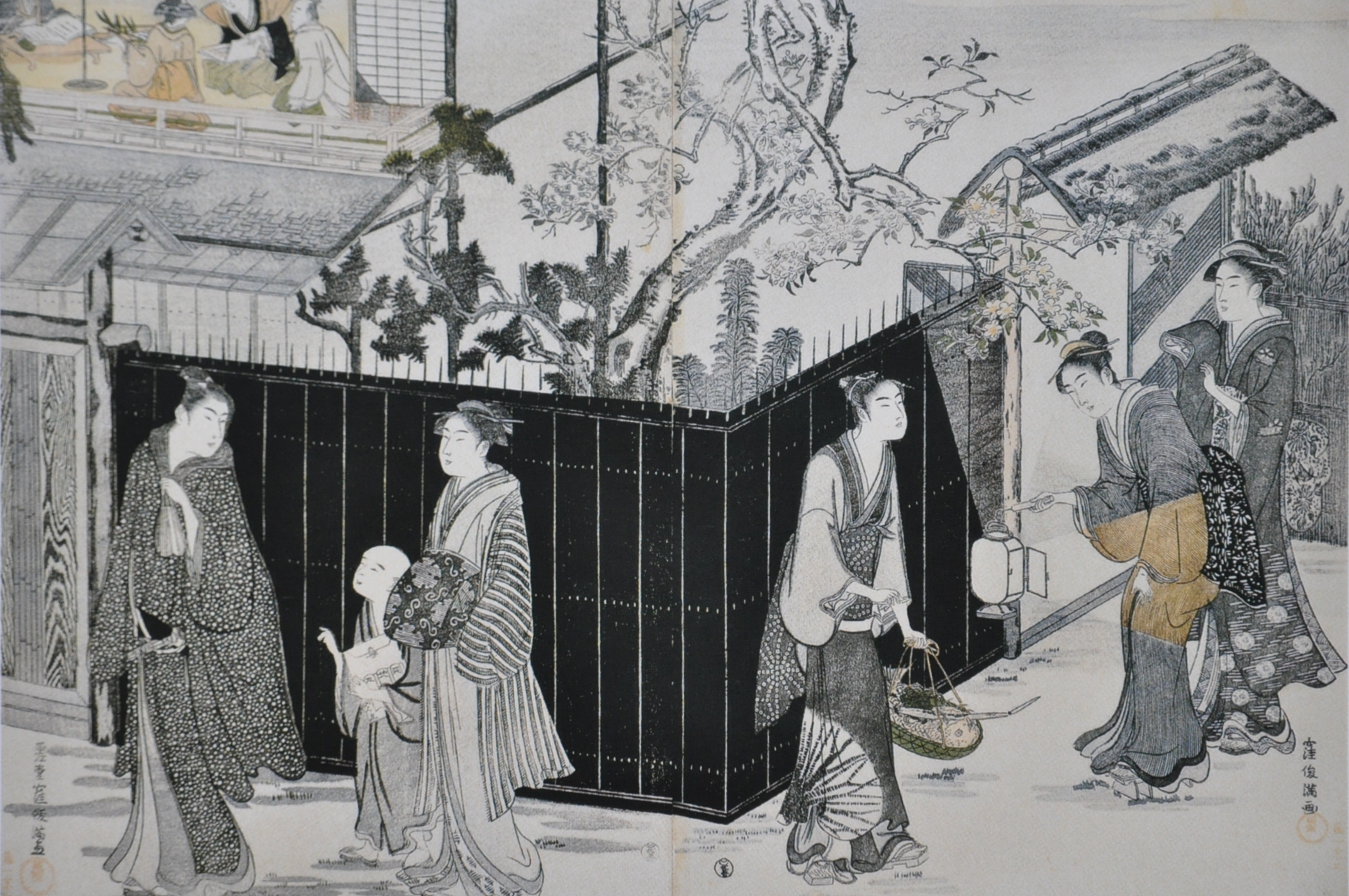
Partida para um concurso de poesia à noite, 1787

Sua obra mais conhecida é a coleção de seis peças Os Seis Rios de Cristal (Os seis Tamagawa), uma cópia, da antiga coleção de Camondo, está no Museu Guimet.[carece de fontes?]
O seu estilo, muito semelhante ao de Kiyonaga, é marcada pelo impacto da censura após as reformas Kansei, o que limita o número de cores que são permitidas nas impressões, resultando em imagens que dão uma certa impressão de preto e branco pelo uso de tons sutis de cinza, como se vê em uma de suas obras-primas,de cerca de 1787, Partida noturna para um concurso de poesia.
Mas, independentemente das restrições decorrentes da censura, sua pesquisa sobre a atmosfera o levou de qualquer forma, para o uso de cores suaves, dominada por verdes, amarelos pálidos e cinzentos. Richard Lane disse que seus melhores trabalhos são "uma espécie de Kiyonaga sofisticado, principalmente através do seu poder de evocação de uma atmosfera".

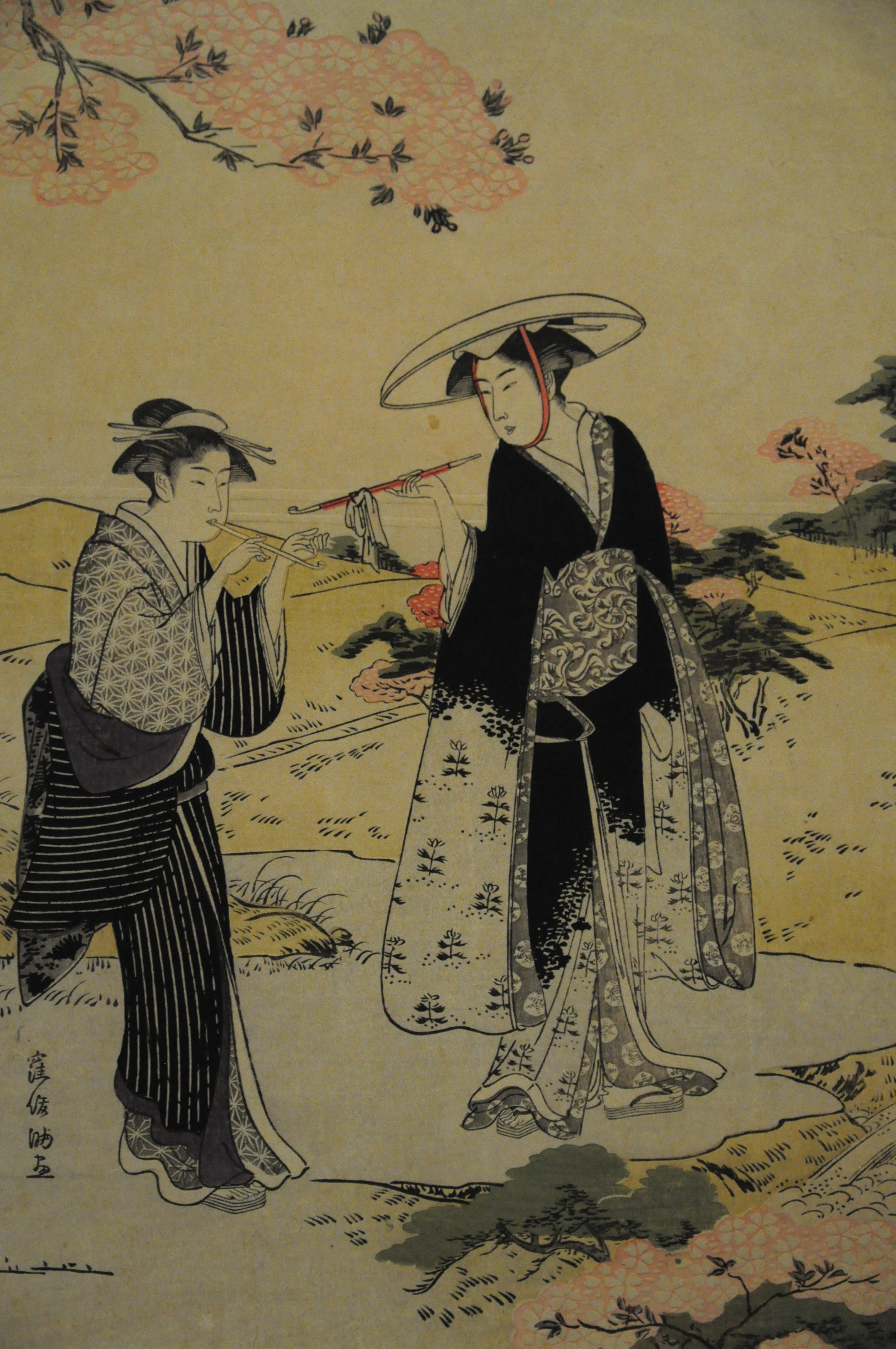
Mulheres fumando sob cerejeira em flor, ukiyo-e por Kubo Shunman (1757-1820), no Museu Nacional de Tóquio.